# 瓦尔达斯蒂科
瓦尔达斯蒂科（義大利語：Valdastico），是意大利威尼托大区维琴察省的一个市镇。总面积23平方公里，人口1407人，人口密度61.2人/平方公里（2009年）。国家统计（ISTAT）代码为024112。

## 友好城市
- 巴西恩坎塔杜